# Melissodes americana
Melissodes americana är en biart som först beskrevs av Amédée Louis Michel Lepeletier 1841.  Melissodes americana ingår i släktet Melissodes och familjen långtungebin. Inga underarter finns listade i Catalogue of Life.